# 省 (阿尔及利亚)
省（阿拉伯语：‎）是阿尔及利亚的一级行政单位，下辖区（‎）及市镇（‎）。阿尔及利亚共有58个省份，各省以省会城市名称命名。

## 歷史沿革

### 1954年-1962年
阿尔及利亚獨立戰爭期間，民族解放陣線把全國分為6個省：
1. 奧雷斯省
2. 君士坦丁省
3. 卡比利亞省
4. 阿爾及爾省
5. 奧蘭省
6. 撒哈拉省

### 1957年-1974年
獨立之後，阿爾及利亞保留了法屬時期的15個省，稍為改動了一些省名：
- 8A-El Wahat（今瓦爾格拉省，前稱綠洲省）
- 8B-撤烏拉省（今貝沙爾省）
- 9A-阿爾及爾省
- 9B-巴特納省
- 9C-安納巴省（前稱邦納省）
- 9D-君士坦丁省
- 9E-麥迪亞省
- 9F-穆斯塔加奈姆省
- 9G-奧蘭省
- 9H-奧拉安斯維爾省（前稱阿斯南省，今謝利夫省）
- 9J-塞提夫省
- 9K-提亞雷特省
- 9L-提濟烏祖省
- 9M-特萊姆森省
- 9R-賽伊達省

### 1974年-1983年
15省重新編制為31個省：
1. 阿德拉爾省
2. 謝利夫省
3. 艾格瓦特省
4. 烏姆布瓦吉省
5. 巴特納省
6. 貝賈亞省
7. 比斯克拉省
8. 貝沙爾省
9. 卜利達省
10. 布維拉省
11. 塔曼拉塞特省
12. 泰貝薩省
13. 特萊姆森省
14. 提亞雷特省
15. 提濟烏祖省
16. 阿爾及爾省
17. 傑勒法省
18. 吉傑勒省
19. 塞提夫省
20. 賽伊達省
21. 斯基克達省
22. 西迪貝勒阿巴斯省
23. 安納巴省
24. 蓋勒馬省
25. 君士坦丁省
26. 麥迪亞省
27. 穆斯塔加奈姆省
28. 姆西拉省
29. 穆阿斯凱爾省
30. 瓦爾格拉省
31. 奧蘭省

### 1984年-2019年
1984年2月4日，阿爾及利亞通過了調整行政區劃的84-09號法令，2月7日JO號法令對其進行了更新和補充，增設17個省，形成全國48省，並確立附屬於各省的市鎮。先前31個省的編號保留了下來，而17個新省再按照阿拉伯字母順序編排編號32-48。詳細列表參見阿尔及利亚行政区划#各省列表。
這次增設的省有：
- 巴亞茲省
- 伊利濟省
- 布阿拉里季堡省
- 布米爾達斯省
- 塔里夫省
- 廷杜夫省
- 提塞姆西勒特省
- 瓦迪省
- 漢舍萊省
- 蘇格艾赫拉斯省
- 提帕薩省
- 米拉省
- 艾因迪夫拉省
- 納馬省
- 艾因泰穆尚特省
- 蓋爾達耶省
- 埃利贊省

### 2019年-現代
2019年11月26日，阿爾及利亞政府通過議案，把南部面積龐大的省分割成較小的省，增設10個省。所以，以下省份已經於2019年12月18日增設：
- 巴吉穆赫塔尔堡省（英语：Bordj Badji Mokhtar Province）
- 因萨拉赫省（英语：In Salah Province）
- 贾奈特省（英语：Djanet Province）
- 因盖扎姆省（英语：In Guezzam Province）
- 迈盖耶尔省（英语：El M'Ghair Province）
- 图古尔特省（英语：Touggourt Province）
- 貝尼阿巴斯省（英语：Béni Abbès Province）
- 提米蒙省（英语：Timimoun Province）
- 奥拉德杰拉勒省（英语：Ouled Djellal Province）
- 迈尼耶省（英语：El Menia Province）

译名参考